# Плокі (Малопольське воєводство)
Плокі (пол. Płoki) — село в Польщі, у гміні Тшебіня Хшановського повіту Малопольського воєводства.
Населення — 928 осіб (2011).
У 1975-1998 роках село належало до Катовицького воєводства.

## Демографія
Демографічна структура станом на 31 березня 2011 року:
|          | Загалом | Допрацездатний вік | Працездатний вік | Постпрацездатний вік |
| -------- | ------- | ------------------ | ---------------- | -------------------- |
| Чоловіки | 454     | 80                 | 317              | 57                   |
| Жінки    | 474     | 65                 | 281              | 128                  |
| Разом    | 928     | 145                | 598              | 185                  |